# Krasîlivka, Ovruci
Krasîlivka (în ucraineană Красилівка) este un sat în comuna Novi Velidnîkî din raionul Ovruci, regiunea Jîtomîr, Ucraina.

## Demografie
Componența lingvistică a localității Krasîlivka
     Ucraineană (98,55%)
     Rusă (1,34%)
     Alte limbi (0,11%)
Conform recensământului din 2001, majoritatea populației localității Krasîlivka era vorbitoare de ucraineană (98,55%), existând în minoritate și vorbitori de rusă (1,34%).